# Haninge község
Haninge község (svédül: Haninge kommun) Svédország 290 községének egyike. Stockholm megyében található, székhelye Handen.

## Települések
A község települései:
| Település     | Népesség | Megjegyzés                                           |
| ------------- | -------- | ---------------------------------------------------- |
| Dalarö        | 1199     |                                                      |
| Jordbro       | 10291    |                                                      |
| Muskö         | 261      |                                                      |
| Stockholm     | 44 889   | a község székhelye, Handen Stockholm részének számít |
| Väländan      | 469      |                                                      |
| Västerhaninge | 15134    |                                                      |

## Népesség
| Lakosok száma | 81 610 | 88 037 | 89 989 | 92 095 | 93 690 | 95 658 | 97 683 | 99 751 | 100 895 | 101 065 |
|               | 2014   | 2017   | 2018   | 2019   | 2020   | 2021   | 2022   | 2023   | 2024    | 2025    |